# Oružane snage Azerbajdžana
Azerbajdžanske oružane snage (azerbajdžanski: Azərbaycan Silah Qüvvələri) su ponovno uspostavljene sukladno Zakonu Republike Azerbajdžan o Oružanim snagama od 9. listopada 1991. Azerbajdžanska Demokratska Republika (ADR-a) je prvobitno osnovala svoje oružane snage 26. lipnja 1918. Međutim, ove snage su raspuštene nakon što je Azerbajdžan pripojen Sovjetskom Savezu. Nakon što je Sovjetski Savez raspušten 1991. – 92. oružane snage bile reformirane, i ponovno osnovane.
Oružane snage imaju tri grane: Kopnena vojska, Zrakoplovstvo i zrakoplovna obrambena i mornarica. Povezane snage su: Nacionalna garda, unutarnje snage Azerbajdžana, i Državna granična služba, koja može biti uključena u državnu obranu kada je to potrebno.
Azerbajdžan ima svoju obrambenu industriju, koja proizvodi malokalibarsko oružje. U budućnosti, Azerbajdžan se nada počinjanju izgradnje tenkova, oklopnih vozila, vojnih zrakoplova i vojnih helikoptera. 

## Kopnena vojska
Azerbajdžanska Kopnena vojska broji 85.000 pripadnika, i 2.500 ljudi iz Nacionalne garde. Nacionalna Garda je također dio kopnene vojske. Pored toga, tu su 300.000 bivših službenika koji su imali vojnu službu u posljednjih petnaest godina. U kopnenu vojsku se još ubrajaju i pripadnici Ministarstva unutarnjih poslova, koji broje 12.000 pripadnika, i pripadnici Državne granične službe, koja broji 5.000 pripadnika. Azerbajdžan je potpisao brojne ugovore, kako bi ojačao svoje oružane snage, i trenirao svoje vojnike uz pomoć Turske. Također su primijenili novi organizacijski stil, kako bi modernizirali svoju vojsku. Tijekom posljednjih 15 godina, Azerbajdžan se pripremio za moguću vojnu akciju protiv armenskih snaga u Nagorno-Karabahu.

## Zrakoplovstvo
Azerbajdžansko zrakoplovstvo i zrakoplovna obrana broji 8.000 pripadnika, 106 aviona i 35 helikoptera s četiri glavne zračne baze.
Zrakoplovstvo koristi MiG-21, MiG-23, Su-24, Su-25, MiG-29 i Il-76 (transportnih zrakoplova). Također, Azerbajdžan je zainteresiran za kupnju modela JF -17 od Kine i Pakistana.
Azerbajdžanske helikopterske snage smještene su u zračnoj bazi Baku Kala. Sastoje se od jede pukovnije s oko 14 do 15 helikoptera tipova Mi-24,12 - 13 Mi-8 i 7 Mi-2.

### Protuzračna obrana
Azerbajdžan posjeduje raketni i radarski sustavi namijenjeni za obranu zračnog prostora.
Također, u Azerbajdžanu se nalazi Sovjetski radara za rano upozoravanje. Radarska postaja ima domet do 6.000 kilometara, i bila je dizajnirana kako bi otkrivalainterkontinentalne balističke rakete lansira od Indijskog oceana.

### Obuka i naobrazba
Azerbajdžanski piloti se prvo školuju u azerbajdžanskoj zrakoplovnoj školi, a potom svoje vještine pokazuju u operativnim jedinicama. Azerbajdžan je imao razmjena iskustava s Turskom, Ukrajinom, SAD-om, i jednim brojem zemalja članica NATO saveza. Turska zrakoplovna škola ima veliku ulogu u obuci azerbajdžanskih vojnih pilota. Azerbajdžanski piloti također obučavaju se i u Ukrajinskoj školi.

## Mornarica
Mornarica Azerbajdžanske vojske broji oko 2200 pripadnika. Mornarica SAD pomogla je osnivanje Azerbajdžanske mornarice. Tu je i dogovor da se osigura podrška SAD-a za obnavljanje azerbajdžanskih brodova u Kaspijskom jezeru. Godine 2006., Vlada SAD-a je donirala 3 motorna čamaca azerbajdžanskoj mornarici. 2007. godine, sporazum između Azerbajdžanske mornarice i američke vojne tvrtke je raskinut. U sporazumu se navodilo da će Azerbajdžanska mornarica biti opremljena naprednim laserskim sustavom.

## Specijalne postrojbe
Azerbajdžanska mornarica održava specijalne jedinice. Jedna od takvih postrojbi su Tigrovi, koji se obučavaju za rat.